# كيث كالدر
كيث كالدر (بالإنجليزية: Keith Calder)‏ هو منتج أفلام أمريكي، ولد في 14 ديسمبر 1979 في لندن في المملكة المتحدة.

## وصلات خارجية
- كيث كالدر على موقع IMDb (الإنجليزية)
- كيث كالدر على موقع بوكس أوفيس موجو (الإنجليزية)
- كيث كالدر على موقع قاعدة بيانات الفيلم (الإنجليزية)